# Baia di Nol'de
La baia di Nol'de (in russo губа́ Но́льде?, guba Nol'de) è un'insenatura lungo la costa settentrionale russa, nel Circondario autonomo della Čukotka, amministrativamente rientra nel Čaunskij rajon. È situata nella parte sud-orientale del mare della Siberia orientale.

## Geografia
La baia è racchiusa tra la penisola Aačim (полуостров Аачим) a nord e nordest, la penisola Perkajon (полуостров Перкайон) a ovest, il delta del Kėveem a sud e la valle alluvionale del Pegtymel' a est.
Si estende per una lunghezza di circa 20 km (o, se si considera solo la parte all'interno delle penisole, circa 11 km) e una larghezza di poco più di 10 km La profondità media è di 1,5-2,5 m. Vi sfociano i fiumi Kėveem (река Кэвеем), V″ėjveem (река Въэйвеем), P″ul'tytkuveem (река Пъультыткувеем) e Kėrgyvaamkaj (река Кэргываамкай).
Dista circa 115 km dalla città di Pevek e circa 300 dall'insediamento di Mys Šmidta (Capo Šmidt).
Le coste sono rocciose a ovest e sudovest dove raggiungono un'altezza massima di 299 m nel monte Perkajon (гора Перкайон). Nelle altre parti, le sponde sono strette spiagge di ciottoli o zone pianeggianti spesso punteggiate di piccoli laghi termocarsici.

## Clima
La baia di Nol'de è ghiacciata per gran parte dell'anno. Si libera tra luglio e settembre, anche se spesso viene raggiunta da banchi di ghiaccio alla deriva. Il confine meridionale del pack si trova 50 km a nord circa.
Il clima è severo. La temperatura media in inverno si aggira tra i -25 °C.
e i -28 °C, con un picco massimo assoluto di -45 °C. Non sono stati registrati periodi senza gelo.
D'estate, la temperatura media può variare da 1,7 °C a 3,2 °C con frequenti nebbie. La neve ricopre la zona solitamente intorno alla fine di settembre, anche se talvolta giunge un mese prima.
Il tempo sereno raramente dura più di un giorno; forti venti soffiano costantemente in qualunque periodo dell'anno.

## Fauna
È un tipico luogo di nidificazione degli uccelli: se ne contano 46 specie di 8 ordini differenti. Tra i mammiferi si registra la presenza di orsi polari, trichechi, foche dagli anelli, volpi artiche, lepri bianche e scoiattoli artici. 

## Storia
La baia è stata rilevata e mappata nel 1911 ed è stata così chiamata in onore dell'esploratore artico russo Boris Aleksandrovič Nol'de.